# Samaria (Film)
Samaria ist ein Film des südkoreanischen Regisseurs Kim Ki-duk aus dem Jahr 2004.

## Handlung
Die beiden Schülerinnen Jae-young und Yeo-jin haben den Traum, nach Europa zu reisen. Um sich diesen erfüllen zu können, geht die minderjährige Jae-young anschaffen, während Yeo-jin als ihre Managerin agiert. Dabei wird Yeo-jin, deren Mutter vor ungefähr einem Jahr verstorben ist, von starken Schuldgefühlen ihrer Freundin gegenüber geplagt. Doch diese betrachtet ihr Handeln als fast heilige Aufgabe und versucht, Yeo-jin zu beruhigen. Sie erzählt von der Hure mit dem Namen Vasumitra, die ihre Kunden so sehr erfüllen konnte, dass diese allesamt nach einem Besuch zu frommen Buddhisten wurden.
Während einer Polizeirazzia springt Jae-young aus dem Fenster eines mehrstöckigen Hauses und wird schwer verletzt. Nach mehreren Stunden im Krankenhaus stirbt sie.
Yeo-jin beschließt darauf, alle bisherigen Freier ihrer Freundin aufzusuchen. Als Prozess der Sühne schläft sie wiederum mit ihnen und gibt ihnen danach das Geld zurück.
Bei einem dieser Treffen mit den Freiern wird Yeo-jin, ohne das zu bemerken, von ihrem Vater, einem Polizisten, gesehen. Er ist unfähig, mit ihr darüber zu sprechen; bereits am Filmanfang war die außergewöhnliche Zartheit seiner Beziehung zur Tochter gezeigt geworden. Er versucht jetzt, weitere Begegnungen von Freiern mit Yeo-jin zu verhindern. Zunächst ohne allzu rabiate Mittel und mit einigem Erfolg. Dann aber sucht er einen Familienvater zu Hause auf und stellt ihn vor seiner Familie bloß, woraufhin dieser Suizid begeht. Schließlich erschlägt er einen von ihnen, ohne seine Spuren zu beseitigen.
Der Vater und die Tochter besuchen das Grab der Mutter in den Bergen. Eine Nacht verbringen sie noch dort, in einer Hütte. Yeo-jin ahnt bereits – in einer Traumszene –, dass ihr Vater Bescheid weiß. Der Vater lehrt seine Tochter ihr Auto zu fahren, soweit das in kurzer Zeit möglich ist. Dann ruft er seine Kollegen und stellt sich. Yeo-jin bleibt zurück.

## Hintergrund
Der in nur einem Monat gedrehte Film bekam auf dem Filmfestival Berlin 2004 den Silbernen Bären für Regie und zahlreiche gute Kritiken, etwa in der Süddeutschen Zeitung und der Frankfurter Rundschau.

## Kritik
„Samaria bewegt sich entlang der Bruchstelle von Tradition und Aufbruch, Kindheit und Erwachsenwerden, und so ist dem bekennenden Christen Kim Ki-duk mit seiner Schmerzensparabel auch ein Balanceakt zwischen Schrecken und Schönheit gelungen. Er denunziert keine seiner Figuren in ihren Sehnsüchten und Motiven, lässt aber letztlich auch keinen Zweifel daran, dass Sex mit Schulmädchen ein Verbrechen ist.“

„Kim Ki-Duks Samaria stellt sich aber weniger als Drama um das Übel der Kinderprostitution heraus denn als fast philosophische Reflexion über Dinge, die sich nicht rückgängig machen lassen, über den Verlust der Kindheit und den einzigen Weg aus der Misere - den Weg nach vorn.“

„Intensive, filmisch raffiniert verwobene Studie über die moralische Entfremdung zwischen den Generationen. Knappe Erzählformen, originelle Bildeinfälle sowie eine komplex strukturierte Geschichte verdichten sich zu einem ebenso zeitgemäßen wie universellen Drama um Schuld und Sühne.“